# Louis Marnay
Louis Marnay, né le 5 février 1911 à Béziers, dans l'Hérault et mort le 31 janvier 1985 à Mouans-Sartoux dans les Alpes-Maritimes, est un ingénieur aéronautique français.

## Biographie
Il a dirigé pendant 37 ans, de 1939 à 1976, l'Établissement aéronautique et spatial de Cannes, depuis les débuts de l'astronautique jusqu'au ce qu'il atteigne le rang de premier établissement industriel réalisant des satellites en Europe. 
conseiller municipal de 1959 à 1968.

## Distinctions
- Chevalier de la Légion d'honneur
- Médaille de l'Aéronautique
- un rond-point de Cannes a été baptisé « Louis Marnay » le 15 février 2002 par Maurice Delauney, maire de Cannes.